# Dorneni (Vultureni), Bacău
Dorneni este un sat în comuna Vultureni din județul Bacău, Moldova, România. La recensământul din 2002 avea o populație de 99 locuitori.